# Temporada da AFL de 1962
A Temporada de 1962 da AFL foi a terceira temporada regular da American Football League. O Dallas Texans se mudou para Kansas City, Missouri ao fim do ano e mudou o nome para Kansas City Chiefs.
A temporada terminou quando o Texans derrotou o Houston Oilers na AFL Championship Game.

## Corrida pela divisão
A AFL tinha 8 times, agrupados em duas divisões. Cada time jogava uma partida como mandante e outra como visitante contra os outros 7 times da liga, totalizando assim 14 jogos na temporada e o melhor time de cada divisão se enfrentaria na final. Se houvesse um empate, aconteceria um pequeno playoff para ver quem levaria a divisão.
| Semana | EASTERN           |        | WESTERN            |        |
| ------ | ----------------- | ------ | ------------------ | ------ |
| 1      | Empate (Hou, NYT) | 1-0-0  | Empate (DalT, Den) | 1-0-0  |
| 2      | (Bos, Hou, NYT)   | 1-1-0  | Empate (Den, DalT) | 2-0-0  |
| 3      | (Bos, Hou, NYT)   | 2-1-0  | DALLAS TEXANS      | 2-0-0  |
| 4      | Empate (Bos, Hou) | 2-1-0  | DALLAS TEXANS      | 3-0-0  |
| 5      | Empate (Bos, Hou) | 3-1-0  | DENVER BRONCOS     | 4-1-0  |
| 6      | HOUSTON OILERS    | 4-1-0  | DENVER BRONCOS     | 5-1-0  |
| 7      | Empate (Bos, Hou) | 4-2-0  | DENVER BRONCOS     | 6-1-0  |
| 8      | BOSTON PATRIOTS   | 5-2-0  | DALLAS TEXANS      | 6-1-0  |
| 9      | BOSTON PATRIOTS   | 5-2-1  | DENVER BRONCOS     | 7-2-0  |
| 10     | BOSTON PATRIOTS   | 6-2-1  | DALLAS TEXANS      | 7-2-0  |
| 11     | HOUSTON OILERS    | 7-3-0  | DALLAS TEXANS      | 8-2-0  |
| 12     | HOUSTON OILERS    | 8-3-0  | DALLAS TEXANS      | 9-2-0  |
| 13     | HOUSTON OILERS    | 9-3-0  | DALLAS TEXANS      | 9-3-0  |
| 14     | HOUSTON OILERS    | 10-3-0 | DALLAS TEXANS      | 10-3-0 |
| 15     | HOUSTON OILERS    | 11-3-0 | DALLAS TEXANS      | 11-3-0 |

## Classificação
| Eastern Division |    |   |   |      |     |     |
| Time             | V  | D | E | PCT  | PF  | PS  |
| *Houston Oilers  | 11 | 3 | 0 | .786 | 387 | 270 |
| Boston Patriots  | 9  | 4 | 1 | .692 | 346 | 295 |
| Buffalo Bills    | 7  | 6 | 1 | .538 | 309 | 272 |
| New York Titans  | 5  | 9 | 0 | .357 | 278 | 423 |

| Western Division   |    |    |   |      |     |     |
| Time               | V  | D  | E | PCT  | PF  | PS  |
| *Dallas Texans     | 11 | 3  | 0 | .786 | 389 | 233 |
| Denver Broncos     | 7  | 7  | 0 | .500 | 353 | 334 |
| San Diego Chargers | 4  | 10 | 0 | .286 | 314 | 392 |
| Oakland Raiders    | 1  | 13 | 0 | .071 | 213 | 370 |

* — Qualificado para o Championship Game.

## AFL Championship Game
- Dallas Texans 20, Houston Oilers 17 (2OT), 23 de dezembro de 1962, Jeppesen Stadium, Houston, Texas